# Ashes and Snow
Ashes and Snow – multimedialne przedsięwzięcie autorstwa kanadyjskiego artysty Gregory’ego Colberta, składające się z fotografii, filmów i powieści – listów z podróży, które wszystkie razem opowiadają historię o wrażliwości ludzi i zwierząt oraz o jedności ich świata. Ashes and Snow, mające postać „nomadycznego muzeum”, przemierza świat, nie mając wyznaczonej daty zakończenia prezentacji. W kolejnych miejscach przeznaczenia muzeum to budowane jest od początku: kontenery służące do przewożenia fotografii i wyposażenia na czas wystawy stają się ścianami budynku Muzeum, a przed wyruszeniem w dalszą drogę składane z powrotem. Do tej pory wystawa została zaprezentowana w takich miastach jak Wenecja, Nowy Jork, Santa Monica, Tokio i Meksyk, a obejrzało ją już ponad 10 milionów osób, co stawia Ashes and Snow na pierwszym miejscu najliczniej odwiedzanych na świecie wystaw żyjącego artysty.

## Opis
Wystawa składa się z ponad pięćdziesięciu wielkoformatowych fotografii oraz trzech instalacji filmowych. Fotografie mierzą ok. 3,5 na 2,5 metra, a każda z nich to odbitka zrobiona na japońskim papierze wytwarzanym ręcznie techniką enkaustyki. Na filmy, które stanowią raczej poetycką narrację niż dokument, składają się: jeden film pełnometrażowy trwający 60 minut i dwa krótkie w formie „haiku”. Ani fotografie, ani filmy nie zostały zmodyfikowane cyfrowo. Do montażu filmu pełnometrażowego Colbert zaangażował dwukrotnego zdobywcę Oscara – Pietro Scalia, a o udzielenie głosu narratorowi poprosił takich aktorów jak: Laurence Fishburne (wersja angielska), Enrique Rocha (wersja hiszpańska), Jeanne Moreau (wersja francuska) oraz Ken Watanabe (wersja japońska). W przygotowaniu są kolejne wersje językowe: portugalska, rosyjska, chińska, arabska, niemiecka i włoska. Autorzy ścieżki dźwiękowej to wybitni muzycy: Michael Brook, David Darling, Heiner Goebbels, Lisa Gerrard, Lukas Foss, Nusrat Fateh, Ali Khan, Jóhann Jóhannsson i Dżiwan Gasparian. Tytuł Ashes and Snow (Proch i śnieg) odnosi się do literackiej części projektu – powieści stworzonej z 365 listów do żony, które napisał mężczyzna w ciągu swojej rocznej podróży. Fragmenty listów stanowią również narrację filmów, a sama książka Ashes and Snow: A Novel in Letters autorstwa Gregory’ego Colberta, po raz pierwszy wydana została w 2004 roku.
Od 1992 Gregory Colbert odbył ponad 60 ekspedycji do miejsc takich jak Indie, Birma, Sri Lanka, Egipt, Dominikana, Etiopia, Kenia, Tonga, Namibia i Antarktyka, aby tam filmować i fotografować więzi łączące ludzi i zwierzęta. Pośród zwierząt, które obserwował i uwieczniał Gregory Colbert znalazły się słonie, wieloryby, manaty, święte ibisy, królewskie orły, sokoły, dzioborożce, nosorożce, gepardy, lamparty, afrykańskie dzikie psy, pawiany, surykatki, gibony, orangutany i krokodyle słonowodne – dotychczas w sumie 130 gatunków. Colbert zapraszał do projektu rdzennych mieszkańców odwiedzanych przez siebie miejsc, tak więc bohaterami jego dzieł są między innymi birmańscy minsi i członkowie plemienia San (Buszmeni).
Inauguracja wystawy Ashes and Snow odbyła się w Wenecji w 2002 roku, a ekspozycja zajmowała łącznie 4000 metrów kwadratowych piętnastowiecznej stoczni. Od tamtej pory wystawa odwiedziła takie miasta jak Nowy Jork, Santa Monica, Los Angeles, Tokio i Meksyk.

## Nomadyczne muzeum
Colbert już w roku 1999 myślał nad stworzeniem miejsca wystawowego, które miałoby formę podróżującego muzeum. Wyobrażał sobie to miejsce jako łatwe do złożenia lub recyclingu w każdym miejscu na ziemi, które posłużyłoby jako teren wystawowy. Wenecki Arsenał zainspirował projekt „nomadycznego muzeum”, które zadebiutowało w nowym Jorku w 2005 roku. Od tamtej pory Ashes and Snow eksponowane jest w konstrukcji zrobionej z kontenerów przygotowanych tak, by nie służyły wyłącznie do transportu fotografii i sprzętu wystawowego, ale po rozładowaniu i złożeniu tworzyły budynek muzeum oraz jego zawartość. Nomadyczne Muzeum jest więc wędrującą siedzibą wciąż rozwijanego projektu, które przybija co jakiś czas do kolejnego portu na świecie. Budynek wystawowy Ashes and Snow liczy 5300 metrów kwadratowych powierzchni i w większości składa się z materiałów wtórnych: dach i kolumny wykonano z papierowych rur, ściany, jak już zostało wspomniane, tworzone są ze stalowych kontenerów, a ponad 9-metrowa kurtyna wykonana jest ręcznie z miliona sprasowanych torebek po herbacie.
Muzeum poddaje się kolejnym inspiracjom – i tak najnowsza wersja nomadycznego muzeum powstała w Zócalo w Meksyku. Zaprojektował ją kolumbijski architekt Simón Vélez wraz z Gregorym Colbertem, a jej podstawowym budulcem jest bambus. Mające 5130 m² powierzchni muzeum jest największą bambusową budowlą, która powstała na świecie.

## Odbiór projektu przez krytykę
Projekt Ashes and Snow został omówiony w wielu ważnych programach informacyjnych w Ameryce Północnej, Ameryce Południowej, Europie, Azji i Afryce, w tym w CNN, BBC International, Fox News i CCTV (Chiny). Projekt Gregory’ego Colberta został przyjęty pozytywnie. W jednej z pierwszych recenzji, która ukazała się w The New York Times, Alan Riding napisał: „Fotografie w kolorze ziemi są jak okna na świat, w którym nad czasem panuje cisza i cierpliwość”. Z kolei malarz i krytyk sztuki Joseph Giovannini napisał: „Nomadyczne muzeum przywraca marzenie o muzeach, których spokój połączony ze światłem przyćmiewa cienie. Wystawa oraz budynek, w którym jest eksponowana są nierozerwalnie związane i z tego połączenia płynie cała moc. Colbert i Ban stworzyli przestrzeń, która otwiera zmysły zwiedzających i ułatwia im poruszanie się w przestrzeni fotografii – tym sposobem mogą chłonąć przesłanie, że człowiek nie jest i nie może być oddzielony od natury, z której się wywodzi… Ashes and Snow to przedstawienie, które jest rozbrajająco i jednocześnie wspaniale proste i naturalne.” W japońskiej edycji Newsweeka można przeczytać o wystawie, że: „Jest to poetyckie wyrażenie harmonii panującej w relacjach pomiędzy zwierzętami i ludźmi.”  Simon Houpt z The Globe Mail napisał: „Prace Colberta to uniwersum istniejące równolegle do naszego, a jest nim pokazany z powagą, orzeźwiający świat, w którym nadal mieszka szczery podziw i respekt.” Felicity Glover w South China Morning Post napisała: „Obrazy Colberta są oszałamiające, tym bardziej, gdy dowiadujemy się, że nie były one zmienione cyfrowo… kolor sepii i ambry daje zdjęciom, wywołanym techniką enkaustyczną na ręcznie robionym papierze japońskim, poczucie bezczasowości; mogły być zrobione dziś lub 100 lat temu.”
Znalazły się jednak i mniej przychylne projektowi Ashes and Snow recenzje, np. w The New York Times określono wystawę jako „ćwiczenia z narcyzmu, który nie mieści się na listach przebojów, nawet według dzisiejszych standardów, krytykujące kolonializm portretami niezachodnich postaci”. Edward Goldman, krytyk sztuki z KCRW (radiostacja w Los Angeles) określił wystawę jako „olej z węża pochodzący od komiwojażera”, oświadczając, że obrazowość projektu mogła odwołać się do tych, którzy „są skłonni otworzyć [swoje] serca i portfele na retorykę ewangelistów telewizyjnych, takich jak Pat Robertson i Jerry Falwell”. Autor i krytyk Amardeep Singh był „głęboko poirytowany egzotyką i sztucznością”, krytykując „środowisko samej galerii, która odgrywa ‘duchową’ i ‘egzotyczną’ atmosferę, utrudniając obiektywną ocenę potencjalnej jakości samych fotografii.”